# Miss Monde 2011
Miss Monde 2011, 61e édition de l'élection de Miss Monde, s'est déroulée le 6 novembre 2011 au Earls Court Exhibition Centre à Londres au Royaume-Uni. Partie intégrante du concours, les candidates ont également traversé Édimbourg, Écosse entre le 23 octobre et le 27 octobre. Environ 120 participantes ont été attendues, mais le nombre a finalement été réduit à 113.La gagnante la vénézuélienne Ivian Sarcos succède ainsi à l'américaine Alexandria Mills, Miss Monde 2010

## Résultats
| Résultat        | Participante |
| --------------- | --- |
| Miss Monde 2011 | - Venezuela - Ivian Sarcos |
| 1re dauphine    | - Philippines - Gwendoline Ruais |
| 2e dauphine     | - Porto Rico – Amanda Vilanova |
| Top 7           | - Angleterre – Alize Lily Mounter - Corée du Sud – Doe Kyung Min - Écosse – Jennifer Reoch - Afrique du Sud – Bokang Montjane |
| Top 15          | - Espagne – Carla García - Indonésie – Astrid Ellena - Italie – Tania Bambaci - Kazakhstan – Janna Joumalieva - Suède – Nicoline Artursson - Ukraine – Iaroslava Kouriatcha - Îles Vierges des États-Unis – Esonica Veira - Zimbabwe – Malaika Mushandu |

## Participantes
| Pays/Territoire             | Candidate                     | Âge | Taille | Lieu de naissance         |
| --------------------------- | ----------------------------- | --- | ------ | ------------------------- |
| Afrique du Sud              | Bokang Montjane               | 24  | 1,75 m | Johannesburg              |
| Albanie                     | Isi Topçiu-Ulaj               | 18  | 1,83 m | Tirana                    |
| Allemagne                   | Sabrina-Nathalie Reitz        | 21  | 1,74 m | Langenselbold             |
| Angleterre                  | Alize Lily Mounter            | 22  | 1,80 m | Londres                   |
| Argentine                   | Antonella Kruger              | 19  | 1,72 m | Buenos Aires              |
| Aruba                       | Gillain Berry                 | 24  | 1,75 m | Oranjestad                |
| Autriche                    | Julia Hofer                   | 19  | 1,74 m | Mayrhofen                 |
| Australie                   | Amber Greasley                | 18  | 1,78 m | Brisbane                  |
| Bahamas                     | Sasha Joyce                   | 23  | 1,76 m | Freeport                  |
| Barbade                     | Taisha Carrington             | 18  | 1,67 m | Bridgetown                |
| Belgique                    | Justine de Jonckheere         | 19  | 1,73 m | Wevelgem                  |
| Belize                      | Kadejah Tunn                  | 17  | 1,63 m | Belize City               |
| Bermudes                    | Jana Lynn Outerbridge         | 22  | 1,70 m | Saint George              |
| Biélorussie                 | Anastasia Kharlanava          | 21  |        | Homiel                    |
| Bolivie                     | Yohana Vaca                   | 23  | 1,77 m | Santa Cruz                |
| Bonaire                     | Benazir Charles               | 19  | 1,77 m | Kralendijk                |
| Bosnie-Herzégovine          | Snežana Kuzmanović            | 16  | 1,77 m | Laktaši                   |
| Botswana                    | Karabo Sampson                | 20  | 1,71 m | Tsabong                   |
| Brésil                      | Juceila Bueno                 | 22  | 1,80 m | Vera Cruz                 |
| Bulgarie                    | Vania Peneva                  | 23  | 1,78 m | Kazanlak                  |
| Canada                      | Riza Santos                   | 23  | 1,70 m | Calgary                   |
| Chili                       | Gabriela Pulgar Luco          | 22  | 1,75 m | Viña del Mar              |
| Chine                       | Liu Chen                      | 25  | 1,80 m | Harbin                    |
| Chypre                      | Orthodoxia Panagi             | 19  | 1,70 m | Nicosie                   |
| Colombie                    | Monica Restrepo               | 21  | 1,74 m | Bogota                    |
| Corée du Sud                | Doe Kyung Min                 | 20  | 1,75 m | Daegu                     |
| Costa Rica                  | Paola Chaverri                | 19  | 1,80 m | Heredia                   |
| Côte d'Ivoire               | Kohiman Betty Jeanine Kouadio | 18  | 1,80 m | Gagnoa                    |
| Croatie                     | Natalija Prica                | 22  | 1,70 m | Zagreb                    |
| Curaçao                     | Monifa Jansen                 | 18  | 1,74 m | Willemstad                |
| Danemark                    | Maya Olesen                   | 20  | 1,75 m | Christiansfeld            |
| Écosse                      | Jennifer Reoch                | 22  | 1,80 m | Glasgow                   |
| Égypte                      | Donia Hamed                   | 23  | 1,79 m | Le Caire                  |
| Équateur                    | Verónica Vargas               | 21  | 1,75 m | Guayaquil                 |
| Espagne                     | Carla García                  | 20  | 1,76 m | Las Palmas                |
| États-Unis                  | Erin Cummins                  | 19  | 1,77 m | Seattle                   |
| Finlande                    | Sara Sieppi                   | 19  | 1,73 m | Oulu                      |
| France                      | Clémence Oleksy               | 20  | 1,76 m | Vichy                     |
| Géorgie                     | Janet Kerdikoshvili           | 19  | 1,74 m | Tbilissi                  |
| Ghana                       | Stephanie Karikari            | 18  | 1,73 m | Atwima                    |
| Gibraltar                   | Michelle Pedersen             | 23  | 1,73 m | Gibraltar                 |
| Grèce                       | Eleni Miariti                 | 21  | 1,78 m | Athènes                   |
| Guadeloupe                  | Frédérique Grainville         | 20  | 1,71 m | Saint-Claude              |
| Guam                        | Siera Robertson               | 21  | 1,76 m | Yona                      |
| Guatemala                   | Lourdes Figueroa              | 23  | 1,73 m | Guatemala                 |
| Honduras                    | Beatriz Ochoa,                | 17  | 1,73 m | Choloma                   |
| Hong Kong                   | Hyman Chu                     | 24  | 1,75 m | Hong Kong                 |
| Hongrie                     | Linda Szunai                  | 18  | 1,72 m | Nagykovácsi               |
| Îles Caïmans                | Lindsay Japal                 | 23  | 1,75 m | George Town               |
| Îles Vierges des États-Unis | Esonica Veira                 | 22  | 1,72 m | Saint-Thomas              |
| Inde                        | Kanishtha Dhankar             | 22  | 1,77 m | Mumbai                    |
| Indonésie                   | Astrid Ellena                 | 21  | 1,70 m | Surabaya                  |
| Irlande                     | Holly Carpenter               | 19  | 1,77 m | Dublin                    |
| Irlande du Nord             | Finola Guinnane               | 22  | 1,70 m | Drumbo                    |
| Islande                     | Sigrún Eva Ármannsdóttir      | 18  | 1,80 m | Akranes                   |
| Israël                      | Ella Ran                      | 21  | 1,82 m | Herzliya                  |
| Italie                      | Tania Bambaci                 | 21  | 1,83 m | Barcellona Pozzo di Gotto |
| Jamaïque                    | Danielle Crosskill            | 26  | 1,67 m | Kingston                  |
| Japon                       | Midori Tanaka                 | 22  | 1,70 m | Okayama                   |
| Kazakhstan                  | Janna Joumalieva              | 24  | 1,79 m | Uralsk                    |
| Kenya                       | Susan Onyango                 | 19  | 1,82 m | Nairobi                   |
| Kirghizistan                | Nazira Nourjanova             | 24  | 1,77 m | Bishkek                   |
| Lettonie                    | Alice Miskovska               | 23  |        | Daugavpils                |
| Liban                       | Yara Khoury-Mikhael           | 20  | 1,76 m | Beyrouth                  |
| Liberia                     | Meenakshi Subramani           | 23  | 1,72 m | Monrovia                  |
| Lituanie                    | Ieva Gervinskaité             | 21  | 1,77 m | Skuodas                   |
| Malaisie                    | Chloe Chen                    | 21  | 1,75 m | Kuala Lumpur              |
| Malte                       | Claire Marie Busuttil         | 22  | 1,75 m | La Valette                |
| Martinique                  | Axelle Perrier                | 20  |        | Fort-de-France            |
| Maurice                     | Joelle Nagapen                | 22  | 1,68 m | Saint-Pierre              |
| Mexique                     | Gabriela Palacio              | 22  | 1,77 m | Aguascalientes            |
| Moldavie                    | Veronica Popoviciref          | 21  | 1,75 m | Chişinău                  |
| Monténégro                  | Maja Maras                    | 20  | 1,75 m | Podgorica                 |
| Mongolie                    | Buyankhishig Unurbayar        | 21  | 1,77 m | Ulaanbaatar               |
| Namibie                     | Luzaan van Wyk                | 24  | 1,79 m | Windhoek                  |
| Népal                       | Malina Joshi                  | 23  | 1,69 m | Dharan                    |
| Nicaragua                   | Darling Trujillo              | 24  | 1,78 m | Ciudad Darío              |
| Nigeria                     | Sylvia Nduka                  | 20  | 1,80 m | Anambra                   |
| Norvège                     | Anna Zahl                     | 23  | 1,70 m | Sortland                  |
| Nouvelle-Zélande            | Mianette Broekman             | 22  | 1,75 m | Auckland                  |
| Ouganda                     | Sylvia Namutebi               | 23  | 1,75 m | Kampala                   |
| Panama                      | Irene Núñez                   | 23  | 1,75 m | Veraguas                  |
| Paraguay                    | Nicole Huber                  | 21  | 1,75 m | Asuncion                  |
| Pays-Bas                    | Jill Lauren De Robles         | 22  | 1,75 m | Drenthe                   |
| Pérou                       | Odilia Garcia                 | 24  | 1,84 m | Lima                      |
| Philippines                 | Gwendoline Ruais              | 22  | 1,83 m | Muntinlupa                |
| Pologne                     | Angelika Ogryzek              | 19  | 1,76 m | Szczecin                  |
| Portugal                    | Bárbara Franco                | 19  | 1,74 m | Ribeira Brava             |
| Porto Rico                  | Amanda Vilanova               | 19  | 1,71 m | San Juan                  |
| République dominicaine      | Marianly Burgos               | 20  | 1,77 m | San Francisco de Macorís  |
| République tchèque          | Denisa Domanská               | 19  | 1,74 m | Koryčany                  |
| La Réunion                  | Émilie Maillot                | 22  | 1,79 m | La Montagne               |
| Roumanie                    | Alexandra Stanescu            | 21  | 1,75 m | Pucioasa                  |
| Russie                      | Natalia Gantimourova          | 20  | 1,81 m | Moscou                    |
| Salvador                    | Marcela Castro                | 17  | 1,72 m | San Salvador              |
| Saint-Barthélemy            | Johanna Sansano               | 21  |        | Gustavia                  |
| Singapour                   | May Hsu                       | 21  | 1,71 m | Singapour                 |
| Serbie                      | Milica Tepavac                | 23  | 1,76 m | Sombor                    |
| Sierra Leone                | Swadu Natasha Beckley         | 22  | 1,83 m | Freetown                  |
| Slovaquie                   | Michaela Ňurciková            | 20  | 1,78 m | Nové Zámky                |
| Slovénie                    | Lana Mahnič Jekoš             | 21  | 1,78 m | Grosuplje                 |
| Sri Lanka                   | Pushpika De Silva             | 21  | 1,77 m | Colombo                   |
| Suède                       | Nicoline Artursson            | 18  | 1,77 m | Halmstad                  |
| Tanzanie                    | Salha Kifai                   | 18  | 1,68 m | Ilala                     |
| Thaïlande                   | Patcharida Blatchford         | 20  | 1,78 m | Bangkok                   |
| Trinité-et-Tobago           | Lee-Ann Forbes                | 21  | 1,78 m | St. James                 |
| Turquie                     | Gizem Karaca                  | 18  | 1,71 m | Istanbul                  |
| Ukraine                     | Iaroslava Kouriatcha          | 19  | 1,76 m | Odessa                    |
| Uruguay                     | Belen Sogliano                | 18  | 1,71 m | Montevideo                |
| Venezuela                   | Ivian Sarcos                  | 22  | 1,80 m | Guanare                   |
| Viêt Nam                    | Victoria Phạm Thuý Vy         | 21  | 1,73 m | Californie                |
| Pays de Galles              | Sara Manchipp                 | 21  | 1,60 m | Port Talbot               |
| Zimbabwe                    | Malaika Mushandu              | 18  | 1,82 m | Harare                    |

## À propos des pays participants

### Débuts
- Kirghizistan
- Saint-Barthélemy

### Retours
Dernière participation en 1995
- Bermudes

Dernière participation en 1996
- Bonaire
- Guam

Dernière participation en 2005
- Nicaragua

Dernière participation en 2008
- Chili

Dernière participation en 2009
- Autriche
- Liberia
- République dominicaine
- Slovénie

### Désistements
- Angola
- Cap-Vert
- Éthiopie
- Guyana
- Lesotho
- Luxembourg
- Macao
- Malawi
- Polynésie française
- Saint-Christophe-et-Niévès
- Sainte-Lucie
- Suriname
- Zambie